# Blackout (film, 2008)
Blackout är en finsk psykologisk thriller-film från 2008 med regi och filmmanus av Jukka-Pekka Siili. Filmen gavs ut på dvd den 25 december 2008.
I huvudrollen ses Petteri Summanen som spelar en man som lider av minnesförlust. Efter att han vaknar upp från en lång koma, får han veta att någon har skjutit med en spikpistol i hans huvud. Sedan börjar han skissa fram en lösning på hur han hamnade i sin trauma.
Till övriga skådespelare hör bland andra Jenni Banerjee, Irina Björklund, Ismo Kallio, Lena Meriläinen, Mikko Kouki, Mari Perankoski, Mikko Leppilampi, Eppu Salminen, Risto Kaskilahti, Miitta Sorvali, Hannu-Pekka Björkman och Asko Sarkola. Även Pamela Tola planerades spela med i filmen, men valde att avgå.
Filmen producerades av Aleksi Bardy, Olli Haikka, Jorma Reinilä, Jukka-Pekka Siili och Marko Talli.
Anmärkningsvärt är också att tre låtar av rockgruppen The Rasmus finns med i filmen; Livin' in a World Without You, Justify och Your Forgivness.

## Soundtrack
Ett soundtrack-album gavs ut den 26 december 2008 genom Dynasty Recordings. Albumet består av sex låtar av populära artister från Finland. Dock finns inte alla låtar från filmen med på detta album. Alla låtar har givits ut av artisten tidigare, utom Tide av Belle Who som debuterade med låten på detta soundtrack.

### Låtlista
1. Livin' in a World Without You (The Rasmus)
2. Faith (Iconcrash)
3. Footsteps (Kwan)
4. After All (Von Hertzen Brothers)
5. Tide (Belle Who)
6. Blackout Movie Score